# Glosofága banánová
Glosofága banánová (Musonycteris harrisoni) je druh netopýra z čeledi listonosovití, který se endemicky vyskytuje v suchých lesích západního Mexika. Než se začaly v Mexiku pěstovat banány, které teď tvoří část její potravy, živila se hlavně pylem místních rostlin. Doba rozmnožování je od března do května. Zajímavostí je, že jazyk glosofágy tvoří 2/3 jejího těla.[zdroj⁠?!] Jedná se o zranitelný druh.